# Scintillation Proximity Assay
Der scintillation proximity assay (zu Deutsch ‚Szintillationsnähenachweis‘, SPA) ist eine biochemische Methode zum Nachweis von Protein-Protein-Interaktionen.

## Prinzip
Beim SPA werden Szintillator-gefüllte Mikroperlen mit einem Protein beschichtet. Die beschichteten Mikroperlen werden anschließend mit einer radioaktiv markierten Proteinlösung versehen, woraufhin potentiell enthaltene Bindungspartner an die Beschichtung binden. Aufgrund der dabei entstehenden Nähe der radioaktiven Markierung zum Szintillator und dem Beta-Zerfall werden verstärkt Photonen durch den Szintillator freigesetzt, die photometrisch quantifiziert werden können. Der SPA wird unter anderem beim Wirkstoffdesign eingesetzt, und kann im Zuge eines Hochdurchsatz-Screening verwendet werden.